# منتخب تونغا لدوري الرغبي
منتخب تونغا الوطني لدوري الرغبي (بالإنجليزية: Tonga national rugby league team)‏ هو ممثل تونغا الرسمي في المنافسات الدولية في دوري الرغبي .

## وصلات خارجية
- الموقع الرسمي